# Malko Tarnovo
Malko Tarnovo je město v provincii Burgas v jihovýchodním Bulharsku, 5 km od tureckých hranic. Žije zde přibližně 1 900 obyvatel.

## Historie
Před balkánskými válkami (1912–1913) bylo Malko Tarnovo městysem.

## Geografie
Město se nachází na jihovýchodě Bulharska, nedaleko hranic s Tureckem. Nadmořská výška města je 348 m n. m.